# La Petite Niçoise
La Petite Niçoise est un tableau de Berthe Morisot réalisé en 1889, une peinture à l'huile conservée au musée des Beaux-Arts de Lyon.

## Historique
Le tableau fut acquis par le musée en 1907. Il a été présenté à l'exposition Julie Manet du Musée Marmottan de Paris d'octobre 2021 à mars 2022.

## Description
Dans la pleine veine de l'impressionnisme, le tableau montre une jeune fille présentée à mi-corps, assise et tournée de trois quarts qui fixe le spectateur de ses yeux bruns, les mains posées l'une sur l'autre au niveau de ses genoux. Les longs cheveux bruns au vent, elle porte une discrète boucle d'oreilles à son oreille gauche (la seule visible), du rouge à lèvres, un haut bleu foncé orné d'une rose à la boutonnière et une jupe aux teintes vertes. Derrière elle se déploie un paysage montagneux à peine esquissé, quelques formes sommaires d'arbres étant reconnaissables sur la gauche. 